# Уолтер Комин
Уолтер Комин (англ. Walter Comyn) (ум. декабрь 1258 г.), лорд Баденох, граф Ментейт с 1234 г., — второй сын Уильяма Комина, юстициария Шотландии и графа Бухана, от первого брака.
Уолтер впервые появляется в королевских грамотах ещё в 1211—1214 гг. В 1220 он сопровождал короля Александра II Шотландского во время его визита в Йорк. Он упоминается как лорд Баденох в 1229 году, после того как его отец разгромил Макуильямов. Подобно своему отцу, Уолтер около 1230 года женился на наследнице графства Изабелле, графине Ментейт, дочери Муредаха II Младшего, 3-го графа Ментейта. К 1234 году Изабелла наследовала это графство, и таким образом Уолтер стал графом или мормэром Ментейта в правах своей супруги (jure uxoris). У него был, по крайней мере, один ребёнок, сын по имени Генрих, о чём свидетельствует грамота Малькольма, графа Леннокса, от 1250 г.
Уолтер был одной из главных политических фигур в Шотландии, особенно во время малолетства короля Александра III, когда вместе с Аланом Дорвардом он фактически привёл страну к плачевному состоянию. Он скончался внезапно — либо в октябре, либо в ноябре 1258 г. В Англии было объявлено, что причиной его смерти стало падение с лошади, но в Шотландии прокатился слух, что супруга графа Изабелла отравила его, желая выйти замуж за английского барона по имени Рассел. К этому времени его сын Генрих был уже мёртв. Изабелла оставалась графиней вплоть до 1260/1261 года, когда Уолтер Стюарт, муж сестры Изабеллы — Марии — захватил её графство. Поскольку Уолтер не имел наследников мужского пола, лордство Баденох перешло к его племяннику Джону. Но графство Ментейт Джон наследовать не мог.